# Universidad Católica de Trujillo
Die Katholische Universität von Trujillo (spanisch Universidad Católica de Trujillo Benedicto XVI; kurz UCT) ist eine Privatuniversität in Trujillo, Peru.
Die Katholische Universität Trujillo Benedicto XVI. wurde vom Erzbistum Trujillo gegründet. Sie wurde am 30. November 2000 genehmigt und am 1. Dezember 2000 vom Nationalen Rat für die Genehmigung des Betriebs von Universitäten (Consejo Nacional para la Autorización de Funcionamiento de Universidades CONAFU) in Betrieb genommen. Sie ist Teil des Red Peruana de Universidades (RPU) und engagiert sich in der Organización de Universidades Católicas de América Latina y del Caribe (ODUCAL). Die UCT arbeitet zusammen mit der Päpstlichen Katholischen Universität von Peru.
Das Motto der Universität lautet „Formando Nuevos Líderes con Alma y Valores“ (Entwicklung neuer Führungskräfte mit Seele und Werten).